# 1974 في كندا
فيما يلي قوائم الأحداث التي وقعت خلال عام 1974 في كندا.

## سياسة

### تعيين في المنصب
- 8 يوليو – ليونارد جونز عضو مجلس العموم الكندي.
- 8 أغسطس – جان كريتيان رئيس مجلس وزارة المالية [الإنجليزية]‏.

### انتهاء فترة المنصب
- 2 أبريل – جورج إسحاق سميث عضو مجلس نواب نوفا سكوتيا.
- 7 أغسطس – جان كريتيان Minister of Crown–Indigenous Relations [الإنجليزية]‏.

## رياضة
- 1 يناير – بطولة العالم لسباق الدراجات على الطريق 1974
- 22 سبتمبر – جائزة كندا الكبرى 1974 الفائز إيمرسون فيتيبالدي.

## كتب
من الكتب التي صدرت هذه السنة في كندا:
- 1 يناير – عناصر أسلوب البرمجة من تأليف براين كيرنيغان.

## مواليد

### يناير
- 1 يناير – أمبير داون كاتبة كندية.
- 1 يناير – ديفيد شاربونو عالم فلك كندي.
- 2 يناير – جيسون دي فوس لاعب كرة قدم كندي.
- 14 يناير – كيفن دوراند ممثل كندي.

### مارس
- 12 مارس – جيريمي هانت درّاج طريق من المملكة المتحدة.
- 14 مارس – سانتينو ماريلا
- 20 مارس – كيفن سوليفان منافِس أوليمبي كندي.

### أبريل
- 11 أبريل – تريشيا هيلفر
- 27 أبريل – جوني ديفن مصارع محترف كندي.

### مايو
- 9 مايو – باتريس ديسيليت مصمم ألعاب كندي.

### يونيو
- 1 يونيو – ألانيس موريسيت
- 16 يونيو – جينا جراين درّاجة طريق كندية.

### يوليو
- 7 يوليو – جينيفر جونز
- 19 يوليو – رولاند غرين درّاج طريق كندي.

### أغسطس
- 8 أغسطس – مانجول بارجافا
- 15 أغسطس – ناتاشا هينستريدج

### سبتمبر
- 7 سبتمبر – غريغ نيوتن لاعب كرة سلة كندي.
- 18 سبتمبر – تيغا

### أكتوبر
- 12 أكتوبر – فرانسواز دي كلوسي موسيقية كندية.
- 16 أكتوبر – مارك هولاند سياسي كندي.

### نوفمبر
- 15 نوفمبر – تشاد كروجر
- 25 نوفمبر – كينيث ميتشيل ممثل كندي.

## وفيات

### فبراير
- 15 فبراير – فريدريك مكارثي (مواليد 1881) درّاج طريق كندي.

### أبريل
- 5 أبريل – ألكسندر يونغ جاكسون (مواليد 1882) فنان كندي.